# بارك جي سو
بارك جي سو (بالكورية: 박지수)‏ هي ممثلة كورية جنوبية، ولدت يوم 22 يوليو 1988 في سول في كوريا الجنوبية.

## روابط خارجية
- بارك جي سو على موقع IMDb (الإنجليزية)
- بارك جي سو على موقع قاعدة بيانات الفيلم (الإنجليزية)